# Smotra klapa u Senju
Smotra klapa u Senju smotra je klapskog pjevanja, koja se održava svake godine početkom srpnja u Senju.
Prva smotra klapa održala se 1973. godine. Nastupaju klape s područja Hrvatskog primorja, Kvarnera i Istre (županije: Ličko-senjska, Primorsko-goranska i Istarska). Smotru organizira Pučko otvoreno učilište "Milutina Cihlara Nehajeva" iz Senja. Održava se na Trgu biskupa dr. Mirka Ožegovića u Senju. Smotra je dala značajan doprinos razvoju i očuvanju klapske pjesme tog podneblja. Izvode se stari i novi napjevi.